# Rally Playa de Aro de 1987
El Rally Playa de Aro de 1987, oficialmente 1.º Rallye Platja d'Aro fue la primera edición y la segunda ronda de la temporada 1987 del Campeonato de España de Rally. Se celebró del 10 al 12 de abril y fue también puntuable para el campeonato de Cataluña, la Copa Renault 5 GT Turbo y la Copa Ibiza de asfalto.
El piloto de SEAT Salvador Servià se llevó la victoria beneficiado en gran parte por los abandonos de Carlos Sainz y Guillermo Barreras ambos por avería mecánica. En el caso de Sainz tuvo que participar en la prueba con el muleto tras sufrir días antes un golpe con su Ford Sierra, pero no este resistió y se quemó la junta de la culata. El podio lo completaron Bassas que rodó cerca de Servià y terminó a cuarenta y seis segundos y Borja Moratal a dos minutos con un Peugeot 205 GTI. Con este triunfo Servià ampliaba su ventaja en la clasificación general del campeonato de España que también venía de ganar en la primera cita del año.

## Clasificación final
| Pos. | Piloto               | Copiloto          | Automóvil                  | Tiempo  | Diferencia |
| ---- | -------------------- | ----------------- | -------------------------- | ------- | ---------- |
| 1.   | Salvador Servià      | Jordi Sabater     | Volkswagen Golf II GTi 16V | 2:42:58 | 0.0        |
| 2.   | Josep Bassas         | Josep Autet       | BMW 325i E30               | 2:43:44 | +0:46      |
| 3.   | Borja Moratal        | Alfredo Rodríguez | Peugeot 205 GTI            | 2:45:06 | +2:08      |
| 4.   | Beny Fernández       | José López Orozco | Opel Kadett GSI            | 2:47:25 | +4:27      |
| 5.   | Josep Frigola        | Carles Bou        | Renault 11 Turbo           | 2:48:42 | +5:44      |
| 6.   | Rafael Martorell     | Bou Gràcia        | Peugeot 205 GTI            | 2:50:16 | +7:18      |
| 7.   | Jesús Puras          | José Arrarte      | Renault 5 GT Turbo         | 2:51:48 | +8:50      |
| 8.   | Josep Maria Bardolet | Joaquim Muntada   | Citroën Visa GTi           | 2:51:52 | +8:54      |
| 9.   | Gustavo Trelles      | Daniel Muzio      | Renault 5 GT Turbo         | 2:55:07 | +12:09     |
| 10.  | Evanglino Otero      | Eduardo Piñón     | Renault 5 GT Turbo         | 2:56:14 | +13:16     |